# A Voz de Vilalba
A Voz de Vilalba (en català: La Veu de Vilalba) va ser un periòdic editat a Vilalba (Lugo, Galícia) entre 1983 i 1986. Va comptar amb vint-i-set números i diversos especials, i un tiratge mitjà de cinc-cents exemplars. Va arribar a tenir entre els seus subscriptors a personatges tan importants com el galleguista Ramón Piñeiro, l'historiador Ramón Villares, el polític Manuel Fraga Iribarne, el jugador del Deportivo de La Corunya Vicente Celeiro o el Cardenal Antonio María Rouco Varela.
En 2007 la Universitat Rey Juan Carlos, de Madrid, i l'Institut d'Estudos Chairegos, de Vilalba, van treure a la llum, amb el patrocini de la Conselleria d'Innovació i Indústria a través de la Sociedade de Xestión do Xacobeo, l'edició completa en facsímil del periòdic. El volum, prologat per Ramón Villares, president del Consello da Cultura Galega, i presentat pel professor i president del Iescha, José-Luís Novo Cazón, conté un ampli estudi introductori elaborat pel professor Felipe R. Debasa Navalpotro, de la URJC, el filòsof Antón Baamonde, el diputat provincial Xosé González Barcia i els antics redactors de la publicació, Moncho Paz, Paulo Naseiro i Mario Paz González.

## Història
La data de la seva fundació (29 de juny de 1983) ve gairebé a coincidir amb l'aprovació al Parlament de Galícia de la Llei de Normalització Lingüística, que va tenir lloc aquest mateix mes uns dies abans, concretament el 15 de juny. La dada no és casual si tenim en compte que, des del mateix moment de la seva aparició, A Voz de Vilalba es convertiria en un símbol, entre d'altres, de com l'ús normalitzat d'una llengua pot estendre's a tots els àmbits de la quotidianitat, i no només circumscriure's, d'una manera diglòssica, a un terreny vinculat exclusivament al tradicional.
A aquesta consolidació de la publicació com un petit referent en la tasca de construcció d'un ambient cultural propici i d'uns senyals d'identitat pròpies i necessàries per a la comunitat en aquells anys de transició política, va contribuir, sens dubte, l'Exposició de Premsa Mundial duta a terme pels seus redactors amb la col·laboració del de la Corunya Xosé Sánchez Domínguez en l'estiu de 1985 i que va aconseguir una enorme repercussió fent-se ressò d'ella diversos mitjans gallecs.
En 2008, vint-i-cinc anys després del naixement del periòdic, es va recuperar a través d'una pàgina web en la qual es mantenen les ànsies d'informar i la defensa a ultrança de la llibertat d'expressió que van caracteritzar sempre la publicació.